# Swinging with Sinatra
Swinging with Sinatra – wspólna płyta wokalisty Jarka Wista oraz pianisty, kompozytora i aranżera Krzysztofa Herdzina, wydana w 2013 roku. 
Na płycie znajduje się 14 utworów z repertuaru Franka Sinatry, zaaranżowanych przez Krzysztofa Herdzina, który zajął się również produkcją albumu. Płyta jest wiernym zapisem jednego z koncertów, który odbył się w 2012 r. w Inowrocławiu. Wśród zaproszonych muzyków znajdują się m.in. Marek Napiórkowski, Piotr Wrombel i Robert Kubiszyn, a cały big-band liczył 17 osób.
Zapis koncertu jest efektem współpracy Jarka Wista i Krzysztofa Herdzina nad projektem Swinging with Sinatra, w którym połączyli oni swingowe rytmy z nowatorską, big-bandową aranżacją. Pierwszy koncert, pod nazwą Tribute to Frank Sinatra/Jarek Wist & Krzysztof Herdzin Big Band, odbył się w Filharmonii Bałtyckiej w Gdańsku, w lutym 2011 roku z udziałem ponad 1000 widzów. Kolejne dwa koncerty miały miejsce w warszawskim Studio Buffo (w obu spektaklach na widowni zasiadło po 800 widzów). Płyta z koncertu w Inowrocławiu znajdowała się przez 5 miesięcy w zestawieniu najlepiej sprzedających się albumów (Top Ten) w salonach Empiku. Spektakl zaprezentowany był również w Teatrze Muzycznym Roma, otwierając jesienną ramówkę programu TVP Kultura. Retransmisja z tego koncertu pojawiła się podczas telewizyjnych programów sylwestrowych i noworocznych.

## Lista utworów
1. Young and Fresh
2. Mack The Knife
3. Fly Me To the Moon
4. Love And Marriage
5. Girl From Ipanema
6. A Foggy Day
7. Frank's Blues
8. My Way
9. Let's Face The Music And Dance
10. I Won't Dance
11. I've Got You Under My Skin
12. Night And Day
13. Come Fly With Me
14. New York, New York

## Muzycy
- Jarek Wist – wokal
- Krzysztof Herdzin – aranżacja, dyrygentura, fortepian (w utworze Young and Fresh)
- Marek Napiórkowski – gitara
- Piotr Wrombel – fortepian
- Robert Kubiszyn – gitara basowa
- Paweł Dobrowolski – perkusja
- Wiesław Wysocki – saksofon altowy
- Łukasz Poprawski – saksofon altowy
- Leszek Szczerba – saksofon tenorowy, flet
- Michał Kulenty – saksofon tenorowy, flet
- Paweł Gusnar – saksofon barytonowy
- Jakub Waszczeniuk – trąbka, flugelhorn
- Piotr Ziarkiewicz – trąbka, flugelhorn
- Jerzy Małek – trąbka, flugelhorn
- Marcin Ołówek – trąbka, flugelhorn
- Andrzej Rękas – puzon
- Michał Tomaszczyk – puzon
- Dariusz Plichta – puzon
- Dariusz Nowakowski – puzon